# Famarol
Famarol – producent maszyn rolniczych z siedzibą w Słupsku. Obecnie jako UNIA-FAMAROL Sp. z o.o. jest jedną z fabryk Grupy Kapitałowej Unia.

## Historia
- 1920 – powstanie fabryki Augusta Ventzkiego w Słupsku[2][3]
- 1939 – produkcja fabryki obejmuje dość szeroki asortyment wyrobów: są to pługi traktorowe i konne, kultywatory, pielniki, parniki[4]
- 1946 – połączono dwie fabryki działające na terenie Słupska, tj. fabrykę kotłów parowych oraz aparatury dla przemysłu rolno-spożywczego (posiadającą odlewnię żeliwa) i fabrykę Augusta Ventzkiego, w jedno przedsiębiorstwo, które otrzymało nazwę Fabryka Maszyn Rolniczych Ventzki-Plutentsch[4]
- 1 IV 1947 – wznowienie produkcji przez Fabrykę Maszyn Rolniczych w Słupsku[5]
- 1948 – funkcjonuje pod nazwą Słupska Fabryka Narzędzi Rolniczych
- 1959 – rozpoczęcie produkcji przetrząsaczo-zgrabiarki beznapędowej PZB-7[6]
- 1968 – funkcjonuje pod nazwą Fabryka Maszyn Rolniczych Agromet-Famarol w Słupsku. Rozpoczęcie produkcji przetrząsaczo-zgrabiarki PZK-7(później Z-211)[2][6]
- 1970-1975 – do produkcji wprowadzono nową grupę bron talerzowych przyczepianych i zawieszanych oraz grupę maszyn do zbioru siana: przetrząsaczo-zgrabiarkę ciągnikową i zgrabiarkę konną[4]
- 1973 – włączono w struktury Fabryki Maszyn Rolniczych Agromet-Famarol w Słupsku w ramach centralizacji przemysłu maszyn rolniczych Sławieńskie Zakłady Przemysłu Terenowego w Darłowie[2]
- 02.1974 – zakup licencji Li-770 na nowoczesne i efektywne kosiarki bębnowe Fahr KM-20 i KM-22 od zachodnioniemieckiej firmy Maschinenfabrik Fahr[7].
- 1975 – włączono w struktury Państwowy Ośrodek Maszynowy w Słupsku, zakup licencji na kombajny jednorzędowe i dwurzędowe do zbioru buraków cukrowych niemieckiej firmy Kleine, której wybór był poprzedzony testami maszyn firm Kleine, Stoll, Schmotzer i Rossa[4]
- 1 stycznia 1983 – zakład w Darłowie usamodzielnił się i przyjął nazwę Fabryka Maszyn Rolniczych „Agromet” (Po przekształceniach w latach 1993/1994 wyodrębniono dwie firmy „Odlew” oraz „Farmet”. Przedsiębiorstwo „Odlew” funkcjonuje i zatrudnia obecnie ok. 80 osób. Firma „Farmet” została zlikwidowana na przełomie roku 1998/1999)[8]
- 1983 – uruchomiono produkcję maszyn 6-rzędowych do rozdzielczego zbioru buraków oraz nowy kombajn[4]
- 1985 – do produkcji wprowadzono zmodernizowany kombajn i przetrzasaczo-zgrabiarkę zawieszaną[4],
- 1987 – uruchomiono produkcję nowego typu kombajnu do zbioru buraków cukrowych Z-417 „Posejdon”[9]
- 1990 – utworzenie przez darłowski „Agromet” i Cormall Holding S/A polsko-duńskiej spółki joint venture „Agrocorm”[10][11]
- 1992 – „Agrocorm” uległ likwidacji[10], przekształcenie przedsiębiorstwa państwowego w jednoosobową spółkę Skarbu Państwa Famarol S.A.
- 1995 – Famarol zostaje objęty zarządem Narodowego Funduszu Inwestycyjnego „Piast”.
- 2006 – przejęcie Famarolu Słupsk przez Unia Group[12]
- 2007 – zakupienie licencji pras zwijających Deutz-Fahr, których produkcję ulokowano w Famarolu[12]

## Zatrudnienie
- 1939 – 220 osób[2],
- 1980 fabryka 1290 osób (w tym 949 w produkcji)[2],
- 2001 – 245 osób,
- 2002 – 255 osób,
- 2003 – 206 osób[13].

## Produkty
- Kosiarki rotacyjne Z070, Z036
- Sieczkarnia Z304 Foka,
- brona talerzowa przyczepiane U-202 (BTc-2,5)
- brona talerzowa przyczepiana z hydraulicznym wydźwigiem U-236 (P-3) od II kwartału 1970 roku oraz U-237 (P-2,5) od III kwartału 1969 roku,[14]
- przetrząsaczo-zgrabiarka Z-211 od IV kwartału 1969 roku[15]